# 爆龍戰隊暴連者
《爆龍戰隊暴連者》，是由日本東映製作的《超級戰隊系列》第27部特攝作品，於2003年（平成15年）2月16日至2004年2月8日期間每週日上午7時30分在朝日電視台首播。

## 作品特色
- 繼《恐龍戰隊獸連者》後第二部以「恐龍」為主題的戰隊作品。
- 繼《五星戰隊大連者》後再次將男性白色戰士設定為追加戰士，而且該角色亦於臨近結局時才正式與戰隊並肩作戰，但最後卻以死亡為結局。
- 繼《JAKQ電擊隊》後再次出現開場為四人的戰隊。
- 首部作品在每集劇情未完結前播放片尾曲，隨後便繼續其後續劇情。

## 故事概要
距今約6,500萬年前，地球被一顆巨大的隕石擊中導致被分裂為兩個不同的次元世界，一個為人類所生活的「地球」；而另一個則為與人類外貌相似的龍人跟恐龍共存之世界「Dino Earth」，而Dino Earth的恐龍亦經過多年的進化而成為擁有智慧之爆龍。
然而，源自Dino Earth內的侵略者軍團埃沃里安在攻陷Dino Earth過後便將目標轉移至地球，而龍人中的倖存者阿斯卡亦在前往地球途中遭到埃沃里安的攻擊，甚至也丟失其所攜帶的爆龍蛋。其後埃沃里安以三個其早前其所捕獲的爆龍於地球上無差別攻擊，而地球上亦正好有數名具有強烈Dino Guts的人類能聽見爆龍之心聲，隨後當中三人亦從剛抵達地球不久的阿斯卡取得之Dino Brace成功變身為戰士「爆龍戰隊暴連者」後，他們與埃沃里安之間的戰鬥亦正式展開，而同時他們亦須找尋流落於地球上的爆龍蛋爆龍Capsule。

## 登場角色

### 爆龍戰隊暴連者
爆龍戰隊暴連者，為由具強烈Dino Guts的四位地球人跟龍人的阿斯卡組結之戰士隊伍。
伯亞 凌駕（はくあ りょうが）／ 暴Red／ 暴Max
演：西興一朗
個性樂觀開朗的青年。
其哥哥夫婦於一次交通意外中離世，其後便收留跟獨自撫養兩人遺下的女兒舞。
在爆龍於抵達地球後暴走當天為了拯救一隻小狗而遭到當時暴走的爆龍堤拉諾桑爾斯之攻擊所傷，而凌駕卻在拯救小狗跟受傷昏迷期間皆兩度聽見堤拉諾之呼喊，而最後從昏迷中甦醒的凌駕則離開醫院，並成功讓平息堤拉諾跟使用狂暴Brace變身後便開始作為暴連者戰鬥。
在變身後則擅長以眼花撩亂的動作作弄對手之攻擊。
在與埃沃里安的戰鬥完結後便與舞前往海外環遊世界。
其他登場作品：《獸電戰隊強龍者 VS Go Busters 恐龍大決戰！ 再見永遠的朋友啊》
三條 幸人（さんじょう ゆきと）／ 暴Blue
演：富田翔
擁有才華跟魅力的整骨師。
其出色的整骨技術卻吸引了不少財閥或千金小姐光顧，但其個性冷酷且不做作，對他人說話亦相當直接，儘管如此其本性卻為相當善良。
實為出身富裕的家族企業繼承人，故自小便已接受父親安排的精英教育，然而後來於一次與女生談戀愛時被父親發現，而其父親則以金錢威逼對方與幸人分手，故此幸人則選擇離家出走，並且在長大後則將其父親花費於他身上的金錢全數繳還後便與其正式斷絕父子關係。
於變身後則擅長華麗的連續攻擊，而其防禦能力亦相當高。
在與埃沃里安的戰鬥完結後便開始與笑里產生情愫。
其他登場作品：《海賊戰隊豪快者》、《獸電戰隊強龍者 VS Go Busters 恐龍大決戰！ 再見永遠的朋友啊》
樹 蘭琉（いつき らんる）／ 暴Yellow
演：伊藤愛子
暴連者中唯一的女戰士。
有著不願認輸、勇往直前之個性，但有時亦會呈現些許男孩子的脾氣。
原為偶像歌手，但因其自身仍無法停止對機械的著迷而引退。
於變身後則擅長速度戰，並能藉著其腋下的翅膀飛行。
在與埃沃里安的戰鬥完結後便成為F3的賽車手。
阿斯卡／ 暴Black
演：阿部薫
Dino Earth的龍人族倖存者。
在知悉埃沃里安將目標轉移至地球時則帶同數顆爆龍Capsule前往，然而途中卻遭到埃沃里安攻擊導致爆龍Capsule被丟失於地球上以及其變身道具Dino Harp的受損而無法變身，及後在抵達地球後不久亦成功找到三位具強烈的Dino Guts跟肉體成為暴連者戰鬥，而後來阿斯卡亦於尋獲巴基醬的爆龍Capsule後則以其火玉修復Dino Harp而能夠再次變身。
平時較常出現純真、呆傻的一面，但在變身後其戰鬥能力卻相當高，甚至能藉一人之力消滅巨大型態的基加奈多，然而一旦過度使用力量的話便後會陷入長時間的睡眠。
其妻子為瑪荷羅，而過往瑪荷羅與其哥哥米茲賀於執行進攻侵略之園的行動中失去了聯繫，及後埃瓦里安亦對龍人族進行攻擊，而仍相信瑪荷羅還活著的阿斯卡則不顧一切身穿能讓著裝者敵我不分攻擊的暗黑之鎧，但後來卻被已成為埃沃里安使徒的米茲賀（蓋爾頓）擊敗而脫離暗黑之鎧的魔咒，但亦因此失去相關記憶。
後來在地球遇見當時已被迪茲魔宙烈亞的幻象洗腦並成為其使徒的瑪荷羅（珍努）時亦因對方聲稱自己則將瑪荷羅殺害而對之格外憤怒及充滿敵意，但後來在被神秘少女喚醒其曾身穿暗黑之鎧的記憶後則於潛進阿諾瑪諾加里斯跟操縱之的珍努對戰時卻藉對方手上的其給予瑪荷羅的信物而知悉對方為瑪荷羅後，為拯救當時身穿暗黑之鎧的瑪荷羅而對其攻擊並且將其魔咒依附於自己身上，及後在阿諾瑪諾加里斯爆炸後便下落不明。
其後於眾人眼前再度現身時則已身穿暗黑之鎧並暴走般的攻擊，及後瑪荷羅亦從斯迪拉科知悉暗黑之鎧的解除方法後便決定假意再度成為珍努，並藉著利用暴Killer的力量與其一同攻擊而成功讓阿斯卡脫離魔咒，而阿斯卡亦於隨後與瑪荷羅對戰中則透過互觸臉頰上的爪印而得知瑪荷羅的真正目的。
後來瑪荷羅的意圖還是被迪茲魔宙烈亞識破，並且被對方所俘虜，但最後阿斯卡跟蘭琉成功潛入侵略之園將瑪荷羅救走，而在迪茲魔宙烈亞被消滅後兩人便帶同其孩子跟爆龍們返回Dino Earth生活。
其他登場作品：《轟轟戰隊冒險者VS超級戰隊》
仲代 壬琴（なかだい みこと）／ 暴Killer
演：田中幸太朗
於第17集初登場。
原為外科醫師，而當時凌駕在被埃沃里安洗腦的堤拉諾重傷時亦負責為他施手術，而在手術期間亦聽見爆龍的求救，但手術過後卻目睹凌駕三人已搶先成為暴連者，其後當時感到失落的壬琴卻意外拾獲從爆炸中的阿諾瑪諾加里斯掉下的托普蓋拉爆龍Capsule以及Dino Minder，結果當壬琴成功以Dino Minder著裝後卻辭掉醫生的工作。
在變身後則擅長透過高速移動攻擊對方，然而其身穿的暴Suits在設計時已存在瑕疵，故一旦過度使用便會爆炸。
實際上其體內擁有邪命神的基因，故其自身亦為迪茲魔宙烈亞在地球之分身，而童年時於鄉村長大的他亦因而其學業成績跟體能較其他孩子出類拔萃，後來其父母亦將他送予一位東京都議員作為對方的養子，後來甚至以14歲之齡取得外科醫生的資格。
後期其擁有邪命神的基因一事被埃沃里安察覺後則被米開拉跟渥法聯手設計以復活其體內的迪茲魔宙烈亞，但最後卻在暴連者們跟莉珠艾爾的勸說下成功抑止，隨後亦開始與暴連者合作對付埃沃里安。
然而後來被與米開拉跟渥法融合的迪茲魔宙烈亞抓進爆裂王內，並被對方試圖將其體內的分身與之融合，但壬琴還是靠自身的Dino Guts徹底消滅其體內的迪茲魔宙烈亞分身，並且於從爆裂王中逃離後便成功與凌駕四人擊敗迪茲魔宙烈亞。未料戰鬥過後卻因其體內的不死身力量消失而身負重傷，同時其手中的Dino Minder亦瀕臨爆炸，而最後則被托普蓋拉帶往大氣層外，並隨著Dino Minder的爆炸消失。
其他登場作品：《海賊戰隊豪快者》

#### 暴連者的協力者／相關者
杉下 龍之介（すぎした りゅうのすけ）
演：奥村公延
恐龍屋東主兼主廚，暱稱「介桑」。
其擁有的Dino Guts能聽見爆龍之心聲，然而其身體仍不能承受暴Suit的力量。
因喜歡恐龍關係而開設以恐龍為主題的咖哩店恐龍屋，而在暴連者與埃沃里安對戰期間亦予他們暫居。
今中 笑里（いまなか えみり）
演：西島未智
個性活潑開朗的女生，暱稱「笑Pong」。
其擁有的Dino Guts能聽見爆龍之心聲，然而其身體仍不能承受暴Suit的力量，雖然如此但其自身仍渴望總有一天能成為暴連者一員。
在與埃沃里安的戰鬥完結後便成為幸人的秘書，並開始與幸人產生情愫。
其他登場作品：《海賊戰隊豪快者》
伯亞 舞（はくあ まい）
演：坂野真彌
凌駕的姪女。
於其雙親逝世後則被凌駕收養，並與凌駕的關係密切及對其稱呼為「凌醬」。
在與埃沃里安的戰鬥完結後便與凌駕前往海外環遊世界。
Ride Raptor
除了暴Killer外其餘四位暴連者的小型伶盜龍進化體之坐騎，而平時則收納於其暴Suit的腰帶上。

### 爆龍
爆龍，為於Dino Earth生活的恐龍之進化體。
與恐龍同為卵生生物，而其蛋則稱為爆龍Capsule，另外爆龍在未孵化時亦會透過爆龍Capsule內的營養源火玉發育，而初期阿斯卡亦為透過感應火玉找尋在地球失散的爆龍Capsule。
堤拉諾、托利奇拉與普堤拉三位爆龍在Dino Earth時卻被埃沃里安俘虜跟被洗腦為暗黑爆龍，但三者在進攻地球期間因暴連者的出現而成功脫離埃沃里安的控制跟恢復原貌；另外阿斯卡在前往地球時亦帶同數顆爆龍Capsule，然而途中因遇上埃沃里安的攻擊而不慎丟失，但最後阿斯卡在地球戰鬥期間亦逐漸成功找回其他爆龍Capsule。
除了願意跟隨壬琴犧牲的托普蓋拉外，其餘爆龍在與埃沃里安的戰鬥完結後便跟隨阿斯卡一家人返回Dino Earth生活。
 堤拉諾桑爾斯
聲：長嶝高士
凌駕／暴Red的搭檔，為暴龍之進化體，通稱「堤拉諾」。
其個性容易暴躁，但內心善良的他亦尤為關心他人，另外其戰鬥能力相當高，而其鑽頭尾巴跟雙爪亦能切割鐵板。
在埃沃里安進攻Dino Earth時其小孩亦因而喪命，其後更被對方俘虜跟洗腦為暗黑爆龍。後來在進攻地球時則被凌駕聽見其呼救的心聲，而最後亦在凌駕的不懈努力下成功擺脫埃沃里安跟回復原貌。
為狂暴王／狂暴王子的頭部、身軀、左手臂跟雙腿。
 托利奇拉托普斯
聲：宮田幸季
幸人／暴Blue的搭檔，為三角龍之進化體，通稱「托利奇拉」。
個性溫和的小男生，另外其頭部的鰭則為盾牌，而其身軀亦相當堅硬。
在埃沃里安進攻Dino Earth時其父母亦因而喪命，其後更被對方俘虜跟洗腦為暗黑爆龍。後來在進攻地球時則被幸人聽見其呼救的心聲，而最後亦在成功變身為暴連者的幸人協助下成功擺脫埃沃里安跟回復原貌。
為狂暴王／狂暴王子的右手臂。
 普堤拉諾頓
聲：篠原惠美
蘭琉／暴Yellow的搭檔，為無齒翼龍之進化體，通稱「普堤拉」。
眾爆龍中個性親切的大姐姐，另外具有飛行能力的她亦能在高速飛行時產生衝擊波。
在埃沃里安進攻Dino Earth時其戀人亦因而喪命，其後更被對方俘虜跟洗腦為暗黑爆龍。後來在進攻地球時則被蘭琉聽見其呼救的心聲，而最後亦在成功變身為暴連者的蘭琉協助下成功擺脫埃沃里安跟回復原貌。
為狂暴王的頭甲跟胸甲，而其翅膀亦能作為狂暴王的回力鏢。
 布拉基歐桑魯斯
聲：銀河萬丈
阿斯卡／暴Black的搭檔，為腕龍之進化體，通稱「布拉基歐」。
其體型為眾爆龍中最龐大的，而於地球逗留期間則為棲息於水底中及負責收容爆龍們，但其自身卻不能與其他爆龍合體。
 托普蓋拉
聲：綠川光
壬琴／暴Killer的搭擋，為妖精翼龍之進化體，於第19集誕生。
其體型較普堤拉龐大，並能夠透過拍下雙翅膀製造強風「托普Wind」，另外其自身擁有與所有爆龍合體之力量。
為殺手王的四肢與長槍Gale Spear。
據說因過往曾於一夜間摧毀Earth Dino的一座城市而被封印，但後來其爆龍Capsule則從爆炸中的阿諾瑪諾加里斯掉落壬琴眼前，及後壬琴亦以其收集的Dino Guts成功讓之孵化，另外其自身對壬琴稱呼為「人類」。
然而最後在壬琴手中Dino Minder瀕臨爆炸時則將壬琴帶往大氣層外與其同歸於盡，臨終時更直接稱呼壬琴的名字。
 巴基克諾納庫魯斯
聲：相田沙也加
厚頭龍之進化體，通稱「巴基醬」，於第7集誕生。
為阿斯卡於丟失爆龍Capsule後第一個尋獲之爆龍，而在被尋獲時其仍在爆龍Capsule內，後來阿斯卡亦藉著自身的Dino Guts成功讓其孵化。
其頭部尤為堅硬，並擅長連續拳擊跟鎚擊；而在合體為大型巨人時則會變形為鎚子型手臂Hammer Arm。
後來曾被暴Killer俘虜跟操縱，但最後還是被暴連者成功救回。
 迪梅諾科頓
聲：岸尾大輔
通稱「迪梅諾科」，於第12集初登場。
為異齒龍之進化體，而其頭上跟背上皆附有可旋轉的圓鋸諾科頓Saw。
在從爆龍Capsule誕生後不久卻被珍努以暗黑之鎧的力量操縱並破壞京都的街道，但最後則在阿斯卡向其吹奏Dino Harp下成功被喚醒並協助暴連者戰鬥。
後來曾被暴Killer俘虜跟操縱，但最後還是被暴連者成功救回。
 司迪科斯萊頓
聲：飯田浩志
通稱「司迪科」，於第16集誕生。
為劍龍之進化體，除了能夠於水面高速滑翔外，亦能展開其背部承載重物及以鋸齒狀的鰭部攻擊。
為殺手王的頭部與身驅。
其仍在爆龍Capsule時期因蛋內沒有火玉而未能讓阿斯卡感應之，及後反而被一位少年所感應及拾獲，後來在暴連者苦戰時亦指示該少年將自己交予暴連者，其後更隨即孵化並協助暴連者。
後來因對於自己不能合體為狂暴王之一部分存有不滿而獨自行動，隨後更被托普蓋拉抓住並強制被合體成殺手王，甚至將狂暴王直接擊敗，在壬琴企圖捕捉堤拉諾時，幸人亦藉此大聲呼喚讓其恢復意識，得知自己剛才所為後便強制甩掉托普蓋拉並逃往山洞冷靜思考，然而結果在嚐過一次合體後便決定跟隨壬琴。
後期因意識到壬琴手上的Dino Minder瀕臨極限並開始危及到壬琴的生命而請求暴連者協助，其後雙方在約定地點談話時壬琴與托普蓋拉亦抵達現場並強制司迪科合體為殺手王與暴連者對戰，然而司迪科的抵抗讓殺手王於該次戰鬥中落敗，而司迪科亦向壬琴示意後便回歸於暴連者身旁。
 帕拉薩諾克爾
聲：鹽屋浩三
副龍櫛龍之進化體，於第19集初登場。
其爆龍Capsule掉落位於南太平洋的胡安·費爾南德斯群島，而在孵化後便藉阿斯卡跟眾爆龍的微弱氣息從南太平洋游往日本與暴連者會合。
說話時會夾雜些許西班牙語；至於其武器則為作為尾部的剪刀Tail Chopper。
 安基洛貝魯斯
聲：御崎朱美
甲龍之進化體，於第21集初登場。
其個性懶散且自我中心，當初在與阿斯卡取得聯絡時卻不願與暴連者合作，後經對方說服後才得以歸隊。
其具有可旋轉的圓形外殼跟鑽頭尾巴Tail Anchor，而其自身的攻擊力跟防禦力亦相當高。
 斯迪拉科撒爾斯
通稱「斯迪拉科」，為流傳於Dino Earth傳說中的爆龍，於第32集初登場。
為刺盾角龍之進化體，並常牽引附有刀輪的爆龍戰車Dino Garry行走，而戰車上亦裝載三個金屬身軀的武鋼龍，分別為棘龍之進化體斯賓諾戈爾特以及兩個喙嘴翼龍之進化體蘭佛戈爾特；另外斯迪拉科亦能透過其意志向其對象傳遞訊息。
其必殺技為「Fireball Crush」，以其能量集中於其刀輪後對敵人衝擊。

#### 戰鬥巨人
狂暴王
為堤拉諾、托利奇拉與普堤拉合體之戰鬥巨人，於第2集初登場。
其左手臂為鑽頭堤拉諾尾巴鑽頭；而右手臂則為盾牌托利奇拉拳頭，而必殺技為以堤拉諾尾巴鑽頭貫穿敵人之「爆龍電擊Drill Spin」。
狂暴王子
為堤拉諾與托利奇拉之合體型態，於第14集登場。
殺手王
為托普蓋拉與司迪科合體之戰鬥巨人，於第20集初登場。
其武器為長槍Gale Spear；而必殺技分別為將能量集中於長槍並以之射擊的「爆龍必殺Death Stinger」以及將能量集中於臉部並作為衝擊波射擊之「爆龍必殺Death Combat」。
Max王者
為斯迪拉科與Dino Garry合體之戰鬥巨人，於第33集初登場。
以其附屬的三個武鋼龍為武器；而必殺技為將能量集中於其雙肩上的刀輪後予以攻擊之「爆龍必殺Special Max Shoulder Attack」。
Max龍王
為Max王者與巴基醬、迪梅諾科、帕拉薩諾克爾及安基洛貝魯斯四個爆龍合體之戰鬥巨人，於第37集初登場。
其武器為裝備於作為右手臂的巴基醬頭部之Drill Upper及由三個武鋼龍組合的標槍Forint Javelin；而必殺技為以Drill Upper釋放能量彈及透過轉動Forint Javelin釋放龍捲光束之「爆龍必殺 龍王Buster」。
爆裂王
於第48集初登場。
被迪茲魔宙烈亞從水底中召喚並被對方企圖作為其肉體，然而最後卻被狂暴王與Max王者合力摧毀。

### 埃沃里安
埃沃里安，為源自Dino Earth的侵略者集團，在成功攻陷Dino Earth過後便將地球定為下一個目標。
邪命神 迪茲魔宙烈亞
聲：佐藤正治
埃沃里安的神。
原為於6,500萬年前存在於撞擊地球之隕石的因子，而在撞擊地球後亦同樣被一分為二，當中在Dino Earth的因子後來亦成立埃沃里安，後期更附身於莉婕／莉珠艾爾體內；而在地球上擁有其因子的人亦正好是壬琴。
由於沒有肉體關係，故初期Dino Earth的迪茲魔宙烈亞常以莉婕／莉珠艾爾的身體對使徒們發號施令，然而一旦擁有完全肉體，其則會對地球散播邪命因子，從而讓地球上所有生物成為埃沃里安邪命體。
後期亦逐漸完全佔據莉珠艾爾，並且以其身體強化為「迪茲魔莉珠艾爾」迎戰暴連者，然而結果卻因受到五位暴連者的Dino Guts以及化為奇蹟之光的神秘少女影響下被逐出莉珠艾爾體內，其後迪茲魔宙烈亞卻借用瑪荷羅的身體逃回侵略之園。
而在離開瑪荷羅的身體後便將米開拉與渥法與其融合為不完全的肉體「迪茲魔渥拉」，隨後利用紅雪聚集人心的負面能量喚醒沉沒於水底的爆裂王並企圖將它作為復活用的肉體，更將壬琴帶往內部吸收壬琴體內的分身統一靈魂，結果壬琴在暴連者的呼喊下以其Dino Guts將分身摧毀，並且先後被對方消滅爆裂王跟其不完全的肉體。
不料其殘留的怨念則返回並附身於侵略之園成為「迪茲魔格瓦爾斯」後進攻地球，甚至以多台阿諾瑪洛加里斯覆蓋整個地球表面企圖重施Dino Earth「暗黑之200天」的故技，但最後在瑪荷羅成功被阿斯卡跟蘭琉從其內部救走後則不敵暴連者跟眾爆龍的力量擊敗，然而已知結果的迪茲魔格瓦爾斯卻企圖爆炸時更拉攏凌駕與幸人同歸於盡，所幸的是兩人在爆炸前及時逃進地底避難。
仲代 壬琴（なかだい みこと）
參照爆龍戰隊暴連者。
創造之使徒 米開拉
聲：緒方文興
於第2集初登場。
負責製造托里奈多的視覺藝術家，而自埃瓦里安成立後便一直侍奉迪茲魔宙烈亞。
然而最後則被與迪茲魔宙烈亞融合為迪茲魔渥拉，但結果還是被暴連者消滅。
無限之使徒 渥法
聲：宇垣秀成
於第2集初登場。
負責製造基加奈多的音樂家，並與米開拉同樣自埃瓦里安成立後便一直侍奉迪茲魔宙烈亞。
然而最後則與米開拉一同被迪茲魔宙烈亞融合為迪茲魔渥拉，但結果還是被暴連者消滅。
瑪荷羅／破壞之使徒 珍努
演：櫻井映里
於第2集初登場。
為阿斯卡的青梅竹馬兼妻子，而瑪荷羅亦於結婚後翌日便在長老的命令下與哥哥米茲賀率先進攻侵略之園，不料瑪荷羅在侵略之園內部戰鬥時卻被迪茲魔宙烈亞束縛，並被祂所製造出來的幻影欺騙阿斯卡背叛了她，及後迪茲魔宙烈亞亦對當時尚未知悉自己懷孕的瑪荷羅腹中的孩兒輸入邪命基因，故亦於不久後便誕下莉婕，而心存絕望的瑪荷羅亦透過迪茲魔宙烈亞賜予之力量成為埃沃里安的使徒珍努。
在當時身穿暗黑之鎧的米茲賀（蓋爾頓）身負致命傷後亦因應對方要求而將其殺掉，因而獲得著裝暗黑之鎧的力量，而初時亦負責找尋在地球失散的爆龍以及對認為背叛了自己的阿斯卡展開報復。
後來珍努便操縱渥法創造的阿諾瑪諾加里斯二世及巴爾基格尼亞進攻地球，其後阿斯卡亦登上阿諾瑪諾加里斯二世內部與珍努對決，然而對戰期間阿斯卡則發現珍努手上的給予瑪荷羅之定情信物而知悉對方實為瑪荷羅，而最後阿斯卡在阿諾瑪諾加里斯二世爆炸之際則為能讓瑪荷羅脫離暗黑之鎧而對其斬擊並接受暗黑之鎧的魔咒後下落不明，及後瑪荷羅在阿諾瑪諾加里斯二世爆炸後便墜落於一處溪畔並變回原貌，但亦因此暫時失去記憶。
其後於一次被壬琴／暴Killer追殺時則被暴連者救起及暫居於恐龍屋，直到目睹已身穿暗黑之鎧的阿斯卡後便恢復所有記憶，隨後瑪荷羅亦從斯迪拉科知悉能讓阿斯卡脫離暗黑之鎧的方法，同時亦為拯救被迪茲魔宙烈亞附身的女兒莉珠艾爾而決定假意回歸及效忠埃沃里安，並於變回珍努後亦成功以計利用壬琴／暴Killer的力量將暗黑之鎧摧毀，其後亦於與阿斯卡對戰中透過互觸臉頰上的爪子告知對方自己回歸埃沃里安的實際目的。
後來再次從斯迪拉科知悉能擊敗迪茲魔宙烈亞的方法後亦秘密以訊息告知暴連者，然而其舉動還是被迪茲魔宙烈亞識破，其後莉珠艾爾在被神秘少女成功驅走體內的迪茲魔宙烈亞並且變回嬰兒後，意識不妙的瑪荷羅則將其女兒交予阿斯卡後則被迪茲魔宙烈亞附身逃走。
及後在被迪茲魔宙烈亞囚禁於侵略之園的瑪荷羅亦對在作為珍努期間所犯的過錯感到懊悔，甚至已有決死的覺悟，但最後在阿斯卡與蘭琉成功潛入內部後則被兩人救走，而在迪茲魔宙烈亞被消滅後，瑪荷羅便聯同阿斯卡與其女兒跟眾爆龍一同返回Dino Earth生活。
黎明之使徒 莉婕→莉珠艾爾
演：鈴木霞（莉婕）／小川摩起（莉珠艾爾）
於第2集初登場。
為瑪荷羅與阿斯卡的孩子，還在瑪荷羅腹中的她於當時尚未知曉自己已懷孕的瑪荷羅進攻侵略之園時卻被迪茲魔宙烈亞灌輸邪命基因後誕生。
初時已被迪茲魔宙烈亞所附身，而其成長速度亦相當快，並且能藉著接吻或飛吻將被吻對象傳送至地球。
後來對壬琴／暴Killer產生了愛慕之意，並藉著一己之力將自己成長為成年女性外貌的莉珠艾爾，而成長後其戰鬥能力亦大幅提升，而使用武器則為杖。
後期在知曉壬琴體內擁有邪命神的因子後卻不希望對方成為迪茲魔宙烈亞，雖成功制止了對方卻其自身亦開始被體內的迪茲魔宙烈亞逐漸佔據。
其後更被迪茲魔宙烈亞完全佔據其身體，後來更被對方強化為「迪茲魔莉珠艾爾」迎戰暴連者，然而結果卻因受到五位暴連者的Dino Guts以及化為奇蹟之光的神秘少女影響下成功將其體內的迪茲魔宙烈亞驅趕，而莉珠艾爾亦在瑪荷羅的懷抱下變回嬰兒，最後在迪茲魔宙烈亞被消滅後則跟隨其父母與眾爆龍一同返回Dino Earth生活，而阿斯卡跟瑪荷羅亦替其取名為「米可多」。
米茲賀／暗黑之使徒 蓋爾頓
演：加加美正史
瑪荷羅（珍努）的哥哥。
與瑪荷羅一同進攻侵略之園時卻被對方俘虜，隨後繼而被迪茲魔宙烈亞的幻象洗腦跟操縱而成為埃沃里安的使徒。
在擊敗身穿暗黑之鎧的阿斯卡後便獲得能著裝暗黑之鎧的力量，其後亦以埃沃里安俘虜的三個被洗腦之爆龍跟阿諾瑪洛加里斯率先進攻地球，然而在兩次行動中皆因暴連者的出現而以失敗告終，最後於第二次行動中身負致命傷的蓋爾頓則為能讓珍努繼承其暗黑之鎧而要求對方將自己殺掉。
托里奈多（Trinoid）
為米開拉以三種自繪圖案跟生命之果實融合製造的邪命體。
在埃沃里安開始進攻地球後，米開拉則常以地球上的物質（動物、植物、非生物各一種）為藍本製造托里奈多，而托里奈多於初誕生時其體型則為與人類等身，然而在被擊敗後其殘骸內的生命之果實則會升上半空轉化為烏雲，並降下具邪命真菌的雨水讓殘骸重生及巨大化。
第12號托里奈多 八手電話鱷
聲：津久井教生
為米開拉以八角金盤、電話跟鱷魚合成的托里奈多，於第18集初登場。
其身軀則為大型電話，並能夠在無須撥號的情況下只單憑自己意志便能連接其聯絡對象附近的電話及與其通話。
其本性實際上並不壞，並且對蘭琉有好感，有時一想起蘭琉便會垂涎三尺。
原為被米開拉創造後便被派遣前往地球進行破壞行動，未料則為壬琴／暴Killer帶走並作為其傭人，後來在壬琴被米開拉跟渥法的設計被第11號基加奈多不滅擄走後不久則被暴連者四人逮到及被帶回恐龍屋，而最後在迪茲魔宙烈亞被消滅後亦繼續在恐龍屋工作。
其他登場作品：《海賊戰隊豪快者 VS 宇宙刑事卡邦 The Movie》、《特命戰隊Go Busters VS 海賊戰隊豪快者 THE MOVIE》
基加奈多（Giganoid）
為渥法以其彈奏之旋律跟生命之果實融合製造的邪命體。
與米開拉的托里奈多不同的是，基加奈多於誕生時已為巨大化樣貌；另外渥法亦能以其他物質融合上述兩者製造基加奈多。
要塞生命體 阿諾瑪諾加里斯
埃沃里安的要塞型邪命體。
蓋爾頓跟珍努曾先後以其進攻地球，卻兩者最後皆被爆炸摧毁；另外埃沃里安亦曾以大量阿諾瑪諾加里斯覆蓋Dino Earth的上空，並以其釋放荒漠化光束將Dino Earth淪為沙漠，有關事件史稱「暗黑之200天」，而在最終決戰時迪茲魔宙烈亞的殘留意念亦對地球故技重施，但最後在暴連者成攻擊敗迪茲魔格瓦爾斯，大量的阿諾瑪諾加里斯亦隨之徹底消失。
巴米亞兵
由阿米巴原蟲急速成長的埃沃里安兵卒。
共分為白色身體的「佐魯魯」及黑色身體的「格魯魯」兩種類，並具有液體化跟微生物化之能力，而其使用的武器則為棍子。

### 其他角色
橫田（よこた）
演：諏訪太朗
於第4集初登場。
恐龍屋的常客，亦為龍之介的老朋友。
神秘少女
演：鈴木霞（分飾）
身穿白衣的少女，似乎為源於莉婕之精神體。
初期常於阿斯卡跟珍努身旁出現；後來在莉婕成長為莉珠艾爾時卻被從其身上分裂出來。
其自身卻不能長時間以實體現身，故當初曾因而依附於舞身上；而在遇上暴連者後亦暫居於恐龍屋。
其真實身份為斯迪拉科向瑪荷羅提及的「奇蹟之光」，而最後在暴連者將莉珠艾爾體內的迪茲魔宙烈亞弱化後亦重新附身於莉珠艾爾身上並將其體內的迪茲魔宙烈亞驅逐。
《釣魚迷日記》
浜崎 伝助（はまさき でんすけ）
聲：山寺宏一
於第26集登場。
因其兒子鯉太郎被第15號托里奈多釣魚迷鰹魚橄欖抓走而請求暴連者協助；後來在暴連者苦戰時亦來到暴連者的世界協助對方，而最後在釣魚迷鰹魚橄欖被擊敗跟成功救回鯉太郎後則返回其世界。
浜崎 鯉太郎（はまさき こいたろう）
聲：佐藤朱
伝助的兒子，於第26集登場。
為《爆龍戰隊暴連者》的粉絲；後來卻意外被釣魚迷鰹魚橄欖抓走，而最後在釣魚迷鰹魚橄欖被擊敗後則被成功救回，並與父親一同返回其世界。

## 暴連者的裝備
變身器：
     Dino Bracelet
暴Red、Blue、Yellow所使用的變身器。
具通訊功能，並且亦為暴連者與眾爆龍之溝通媒介。
 Dino Commander
阿斯卡／暴Black所使用的變身器。
其功能與Dino Bracelet無異，唯一不同的是變身時須透過作為鑰匙的口琴Dino Harp啟動操作。
 Dino Minder
壬琴／暴Killer所使用的變身器。
其功能與上述兩者無異，但其自身則為暴連者系統的零號，並且在設計時亦存在問題，故一旦過度使用的話便會產生威力能摧毀整個東京之爆炸。
暴Suit
暴連者於變身後所著裝的強化服。
其正式名稱為「Attack Banded Resistance Suit」；另外暴Killer所著裝的卻為存有問題的零號強化服。
當暴連者將其體內的Dino Guts激發時，強化服亦會轉化為「狂暴模式」，而其身上的菱形圖案則會轉化為尖刺。
     暴Laser
暴Red、Blue、Yellow所配備的武器。
能變形為「雷射槍」與「劍」兩種模式。
Dino Weapon
為暴連者五人各自的武器。
 Tyranno Rod
暴Red的杖型武器。
其頭端為暴龍的頭部，並可進行咬擊。
 Triceratops Bunker
暴Blue的附有尖刺之盾牌。
 Ptera Dagger
暴Yellow的雙匕首。
 Dino Thruster
暴Black的軍刀型武器。
 Wing Pentact
暴Killer的羽毛筆外型之短劍。
除了能進行近身斬擊外，亦能透過其繪畫之物實體化進行攻擊。
組合武器：
Dino Bomber
由Tyranno Rod、Triceratops Bunker、Ptera Dagger合體之必殺武器，能釋放能量彈「必殺Dino Dynamite」將敵人粉碎。
Super Dino Bomber
除了暴Killer的Wing Pentact其餘四位暴連者的Dino Weapon所合體之必殺武器，其威力亦為Dino Bomber的強化型，於第17集初登場。
Superior Dino Bomber
為五位暴連者的Dino Weapon合體之最強必殺武器，於第46集初登場。
 Stabilizer
為阿斯卡藉著斯迪拉科的託夢，並以其打撈的神秘白色岩石製作的強化武器，於第31集初登場。
為附有刺劍之盾牌，當暴Red手持其後亦能藉著暴Blue跟暴Yellow提供的Dino Guts強化變身為暴Max，而變身後亦能將對手帶進異空間「大氣爆裂Maxfield」後則能對其發動必殺斬擊「必殺Slash Maximum」。

## 設定
Dino Earth
為於6,500年前地球被隕石擊中後而被分裂出來的另一顆地球。
該地居民主要為龍人及由恐龍進化之爆龍，另外當地人亦稱呼人類所生活的地球為「Another Earth」。
龍人
於Dino Earth生活之哺乳類種族。
其外貌與人類相似，唯一的分別則為其臉頰上有數顆白色鱗狀之小爪印，另外其自身亦擁有與爆龍感應之能力。
Dino Guts
為所有生物皆擁有的精神能量，而力量強大者亦能聽見爆龍之心聲甚至能著裝暴Suit。
次元之門
為連接地球與Dino Earth之次元通道。
和風純喫茶 恐龍屋
以恐龍為主題之咖哩店，由龍之介開設及經營，亦為暴連者的據點。
其馳名菜式為「恐龍咖哩」；而暴連者在與埃沃里安戰鬥期間則暫居該處，並在幸人出動其資金以及龍之介委託相識的工程師將店內的部分空間改裝為暴連者的秘密基地。
侵略之園
埃沃里安的據點，於第2集初登場。
其外貌為手持巨杖的大型雕塑；後期與迪茲魔宙烈亞的殘留意念融合為迪茲魔格瓦爾斯後對地球進行總攻擊，但最後還是被暴連者與眾爆龍合力摧毀。
暗黑之鎧
原為龍人族的傳說鎧甲，但因力量強大而被龍人族封印。
其附屬武器為藍色刀刃之劍，而在未著裝時則能收納於黑色菊石狀之化石，但其著裝者於著裝後只會敵我不分的攻擊，然而一旦著裝者被擊敗的話，將其打敗之獲勝者則會繼承其力量。
初期被一心拯救失去聯絡的瑪荷羅之阿斯卡解除封印並著裝，然而後來卻被已成為埃沃里安使徒之米茲賀（蓋爾頓）打敗並繼承；而當蓋爾頓於進攻地球之行動中身負致命傷後亦要求珍努（瑪荷羅）將其殺掉以繼承其力量。
後來阿斯卡為拯救瑪荷羅而對之攻擊並繼承力量；及後瑪荷羅亦從斯迪拉科知悉能解除暗黑之鎧的力量後則決定再度成為珍努，並藉著利用壬琴／暴Killer與之一同斬擊暗黑之鎧，而最後暗黑之鎧則於被著裝於壬琴時卻化為沙子。
生命之樹
埃沃里安的植物。
其所結之果實為「生命之果實」，並能製造邪命體。
邪命因子
埃沃里安的細胞。
其增值速度亦相當快，而人類一旦感染邪命因子便會成為巴米亞兵，另外擁有邪命神之因子的壬琴則能免疫邪命因子。

## 製作團隊
製作人員：
- 原作：八手三郎
- 製作人：
  - 朝日電視台→tv asahi：中嶋豪、濱田千佳
  - 東映：日笠淳、塚田英明
  - 東映Agency：矢田晃一

- 劇本：荒川稔久、浦澤義雄、前川淳、會川昇、鈴木竹志
- 導演：小中肇、諸田敏、渡邊勝也、坂本太郎、中澤祥次郎、竹本昇
- 動作導演：竹田道弘、村上潤
- 配樂：羽田健太郎 with Healthy Wings
- 特攝導演：佛田洋
- 製作：朝日電視台→tv asahi、東映、東映Agency

皮套演員：
-  暴Red：福澤博文
-  暴Blue：三村幸司、今井靖彦（代演）
-  暴Yellow：小野友紀、蜂須賀祐一（動作）
-  暴Black：日下秀昭、岡元次郎（代演）
-  暴Killer：今井靖彦

## 播放列表
以下時間以當地時間（日本時間）為準：
| 日本首播日期 | 集數 | 標題 （日語）（漢譯）    | 主役埃瓦里安一方 | 編劇     | 導演       |
| ------------ | ---- | ------------------------ | --- | -------- | ---------- |
| 2003/02/16   | 1    | 狂暴恐龍大進擊！         | - 阿諾瑪諾加里斯 | 荒川稔久 | 小中肇     |
| 2003/02/23   | 2    | 誕生！狂暴王             | - 阿諾瑪諾加里斯 | 荒川稔久 | 小中肇     |
| 2003/03/02   | 3    | 帶小孩的狂暴系英雄       | - 托里奈多04 炸彈蒲公獅 （聲：稻田徹） | 荒川稔久 | 諸田敏     |
| 2003/03/09   | 4    | 完成！狂暴秘密基地       | - 托里奈多05 薄荷狙擊鴉 （聲：金丸淳一） | 荒川稔久 | 諸田敏     |
| 2003/03/16   | 5    | 狂暴治療！鏘鏘鏘鏘       | - 基加奈多01 命運 | 荒川稔久 | 渡邊勝也   |
| 2003/03/23   | 6    | 狂暴偶像老女孩           | - 托里奈多06 吸塵石榴驢 （聲：戶部公璽） | 浦澤義雄 | 渡邊勝也   |
| 2003/03/30   | 7    | 狂暴嬰兒爆龍             | - 托里奈多07 磁石蘭花虱 （聲：園部啟一） | 荒川稔久 | 小中肇     |
| 2003/04/06   | 8    | 暴Black的一擊！          | - 基加奈多 - 01 命運（重生） - 02 英雄 （聲：柴本浩行） | 荒川稔久 | 小中肇     |
| 2003/04/13   | 9    | 甦醒吧！狂暴的求生者     | - 托里奈多08 神隱丹桂烏賊 （聲：眞水德一） | 前川淳   | 諸田敏     |
| 2003/04/20   | 10   | 狂暴聯盟選手的金錢束縛   | - 托里奈多09 銀行妹妹頭熊 （聲：川津泰彥） | 浦澤義雄 | 諸田敏     |
| 2003/04/27   | 11   | 狂暴超能力者。咘唏。     | - 托里奈多03 甜菜超能力犀牛 （聲、演（人類型態）：Bomber森尾） | 荒川稔久 | 諸田敏     |
| 2003/05/04   | 12   | 狂暴鋸子，割切京都！     | - 基加奈多03 時鐘 - 重生托里奈多（第13集） - 炸彈蒲公獅 （聲：稻田徹） - 薄荷狙擊鴉 （聲：金丸淳一） - 磁石蘭花虱 （聲：園部啟一）                                                                             | 荒川稔久 | 渡邊勝也   |
| 2003/05/11   | 13   | 狂暴丁髷！               | - 基加奈多03 時鐘 - 重生托里奈多（第13集） - 炸彈蒲公獅 （聲：稻田徹） - 薄荷狙擊鴉 （聲：金丸淳一） - 磁石蘭花虱 （聲：園部啟一）                                                                             | 荒川稔久 | 渡邊勝也   |
| 2003/05/18   | 14   | 挖掘！狂暴恐龍           | - 基加奈多04 復活 | 會川昇   | 坂本太郎   |
| 2003/05/25   | 15   | 狂暴世間百鬼夜行         | - 托里奈多10 機車菊花鯊 （聲：北島淳司） | 前川淳   | 坂本太郎   |
| 2003/06/01   | 16   | 乘風破浪！狂暴衝浪       | - 托里奈多10 機車菊花鯊 （聲：北島淳司） | 前川淳   | 坂本太郎   |
| 2003/06/08   | 17   | 戰場上的暴亂活惚舞       | - 托里奈多11 眼鏡菖蒲鼠 （聲：坂口候一） | 浦澤義雄 | 中澤祥次郎 |
| 2003/06/22   | 18   | 是誰？是暴Killer！       | - | 荒川稔久 | 中澤祥次郎 |
| 2003/06/29   | 19   | 請多指教 狂暴朋友        | - 基加奈多05 狩獵 | 荒川稔久 | 渡邊勝也   |
| 2003/07/13   | 20   | 殺手王，首次狂暴！       | - 基加奈多05 狩獵〜第二樂章〜 | 會川昇   | 渡邊勝也   |
| 2003/07/20   | 21   | 狂暴之戀！奇洛奇洛       | - | 浦澤義雄 | 坂本太郎   |
| 2003/07/27   | 22   | 女子團體的狂暴歌曲       | - 托里奈多13 三色堇電波蜈蚣 （聲：岩尾万太郎） | 荒川稔久 | 坂本太郎   |
| 2003/08/03   | 23   | 狂暴電波發射             | - 托里奈多13 三色堇電波蜈蚣 （聲：岩尾万太郎） | 荒川稔久 | 渡邊勝也   |
| 2003/08/10   | 24   | 狂暴女高中生！不會錯～呢 | - 基加奈多 - 06 巨人 （演：西島未智） - 07 來自新世界 | 會川昇   | 渡邊勝也   |
| 2003/08/17   | 25   | 開運！狂暴繪馬           | - 托里奈多14 祈願蒼蠅松 （聲：松本大） | 荒川稔久 | 中澤祥次郎 |
| 2003/08/24   | 26   | 釣魚迷狂暴日記，你好你好 | - 托里奈多15 釣魚迷鰹魚橄欖 （聲：宮田浩德） | 前川淳   | 中澤祥次郎 |
| 2003/08/31   | 27   | 暴Red變成暴Blue          | - 托里奈多16 長春藤章魚炬燵 （聲：櫻井敏治） | 鈴木竹志 | 坂本太郎   |
| 2003/09/07   | 28   | 新娘是狂暴小姐♡          | - 托里奈多17 鳳仙處方籤變色龍 （聲：田中完） | 荒川稔久 | 坂本太郎   |
| 2003/09/14   | 29   | 任性使徒，狂暴爭奪戰     | - 托里奈多18 海獺影印椒 （聲：遠近孝一） | 浦澤義雄 | 渡邊勝也   |
| 2003/09/21   | 30   | 最凶狠！狂暴埃瓦里安成軍 | - 邪命戰隊埃瓦連者（第30集） - 鯊魚紅 （聲：SATOSHI） - 菖蒲藍 （聲：穴井勇輝） - 天才黃 （聲：塩野勝美） - 殺手幽靈（第30-31集） - 阿諾瑪諾加里斯二世（第31-32集） - 暴走連結生命體 巴爾基格尼亞（第31-32集） | 荒川稔久 | 渡邊勝也   |
| 2003/09/28   | 31   | 這份狂暴，變為究極       | - 邪命戰隊埃瓦連者（第30集） - 鯊魚紅 （聲：SATOSHI） - 菖蒲藍 （聲：穴井勇輝） - 天才黃 （聲：塩野勝美） - 殺手幽靈（第30-31集） - 阿諾瑪諾加里斯二世（第31-32集） - 暴走連結生命體 巴爾基格尼亞（第31-32集） | 荒川稔久 | 諸田敏     |
| 2003/10/05   | 32   | 狂暴爆龍全速前進         | - 邪命戰隊埃瓦連者（第30集） - 鯊魚紅 （聲：SATOSHI） - 菖蒲藍 （聲：穴井勇輝） - 天才黃 （聲：塩野勝美） - 殺手幽靈（第30-31集） - 阿諾瑪諾加里斯二世（第31-32集） - 暴走連結生命體 巴爾基格尼亞（第31-32集） | 荒川稔久 | 諸田敏     |
| 2003/10/12   | 33   | 別遺忘的狂暴戰士         | - 托里奈多02 龍膽琉璃蛭 （聲、演（人類型態）：佐竹雅昭） | 會川昇   | 中澤祥次郎 |
| 2003/10/19   | 34   | 遊戲開始！突擊狂暴之星   | - 基加奈多08 木星 | 荒川稔久 | 中澤祥次郎 |
| 2003/10/26   | 35   | 狂暴撫子的百變！         | - 托里奈多19 寶藏荔枝鷲 （聲：佐佐木望） | 荒川稔久 | 坂本太郎   |
| 2003/11/02   | 36   | 初戀狂暴奇蹟             | - 基加奈多09 奇蹟 | 會川昇   | 坂本太郎   |
| 2003/11/09   | 37   | 快感狂暴王妃             | - 基加奈多10 悲劇性 | 荒川稔久 | 諸田敏     |
| 2003/11/16   | 38   | 盛開的暴Pink             | - 托里奈多20 口紅長頸鹿大花草 （聲：山口由里子） | 前川淳   | 諸田敏     |
| 2003/11/23   | 39   | 加油吧！狂暴爸爸         | - 托里奈多20 口紅長頸鹿大花草 （聲：山口由里子） | 前川淳   | 諸田敏     |
| 2003/11/30   | 40   | 摧毀狂暴鎧甲！           | - 莉珠奈多 殺手幽靈二世 | 荒川稔久 | 竹本昇     |
| 2003/12/07   | 41   | 聖誕狂暴快樂！邪命邪命   | - 托里奈多21 鈴聲馴鹿聖誕老人 （聲：柴田秀勝） | 會川昇   | 竹本昇     |
| 2003/12/14   | 42   | 潛藏暴Killer內之物       | - 基加奈多11 不滅 - 基加奈多 文藝復興（第43集） - 奇蹟 - 悲劇的 | 會川昇   | 坂本太郎   |
| 2003/12/21   | 43   | 暴Killer就是不滅！？     | - 基加奈多11 不滅 - 基加奈多 文藝復興（第43集） - 奇蹟 - 悲劇的 | 會川昇   | 坂本太郎   |
| 2003/12/28   | 44   | 做狂暴的上班族之夢嗎？   | - | 前川淳   | 坂本太郎   |
| 2004/01/04   | 45   | 新年快樂狂暴倫巴         | - 托里奈多22 七草猿倫巴 （聲：梅津秀行） | 浦澤義雄 | 中澤祥次郎 |
| 2004/01/11   | 46   | 祝福！狂暴的視覺系       | - 托里奈多01 多拉龍蘭 （聲、演（人類型態）：谷口賢志） | 荒川稔久 | 中澤祥次郎 |
| 2004/01/18   | 47   | 五人的暴連者             | - 迪茲魔莉珠艾爾 | 前川淳   | 諸田敏     |
| 2004/01/25   | 48   | 最後的狂暴遊戲           | - 迪茲魔渥拉 | 會川昇   | 諸田敏     |
| 2004/02/01   | 49   | 潛進！狂暴的最終決戰     | - 侵略之園·究極體 迪茲魔格瓦爾斯 （聲：佐藤正治） - 阿諾瑪諾加里斯軍團 - 邪命鎧甲戰士 | 荒川稔久 | 坂本太郎   |
| 2004/02/08   | 50   | 盡情狂暴                 | - 侵略之園·究極體 迪茲魔格瓦爾斯 （聲：佐藤正治） - 阿諾瑪諾加里斯軍團 - 邪命鎧甲戰士 | 荒川稔久 | 坂本太郎   |

## 音樂
片頭曲：
作詞：吉元由美
作曲：岩崎貴文
編曲：京田誠一
演唱：遠藤正明
片尾曲：
作詞：吉元由美
作曲：小杉保夫
編曲：京田誠一
演唱：串田晃、森之木兒童合唱團
插曲：

作詞：八手三郎
作曲：羽田健太郎
編曲：高木洋
演唱：遠藤正明

作詞：八手三郎
作曲、編曲：高木洋
演唱：串田晃

作詞：桑原永江
作曲：羽田健太郎
編曲：山本健司
演唱：串田晃

作詞：八手三郎
作曲、編曲：山本健司
演唱：影山浩宣

作詞：相吉志保
作曲、編曲：高木洋
演唱：高取秀明

作詞：前川淳
作曲、編曲：龜山耕一郎
演唱：朝川弘子

作詞：吉元由美
作曲：大橋惠
編曲：大橋惠、山下康介
演唱：DINOSTARS（西興一朗、富田翔、伊藤愛子、阿部薫）

作詞：八手三郎
作曲：羽田健太郎
編曲：龜山耕一郎
演唱：爆龍Stars（長嶝高士、宮田幸季、篠原惠美）

作詞：荒川稔久
作曲、編曲：山本健司
演唱：莉婕（鈴木霞）、米開拉（緒方文興）、渥法（宇垣秀成）

作詞：浦澤義雄、坂本太郎
編曲：宮葉勝行
演唱：八手電話鱷（津久井教生）

改詞：荒川稔久
作曲、編曲：佐橋俊彦
演唱：Pri-Princess Sisters（美里（前場莉奈）、梨紅（下田美咲）、公美（野澤彬乃））

作詞：秋元康
作曲：羽田一郎
編曲：山崎燿
演唱：D★Shues
角色曲：

作詞：桑原永江
作曲：高木洋
編曲：籠島裕昌
演唱：伯亞凌駕（西興一朗）

作詞、作曲：高取秀明
編曲：籠島裕昌
演唱：三條幸人（富田翔）

作詞：吉元由美
作曲・編曲：大橋惠
演唱：樹蘭琉（伊藤愛子）

作詞：桑原永江
作曲、編曲：山下康介
演唱：阿斯卡（阿部薫）

作詞：桑原永江
作曲：羽田健太郎
編曲：高木洋
演唱：仲代壬琴（田中幸太朗）

## 其他相關媒體
《劇場版 爆龍戰隊暴連者 DELUXE 暴連者的暑假好冰喔!》
此作的劇場版作品，於2003年8月16日上映。
V-Cinema：
《爆龍戰隊暴連者VS破裏劍者》
此作與《忍風戰隊破裏劍者》的聯動作品，於2004年3月12日發售。
《特搜戰隊刑事連者VS暴連者》
此作與《特搜戰隊刑事連者》的聯動作品，於2005年3月21日發售。
V-CiNext：《爆龍戰隊暴連者 20th 不可饒恕的暴亂》
此作的20週年紀念作品，於2023年9月期間限定上映，並於2024年3月27日發售。
網上平台作品：《爆龍戰隊暴連者 with Don Brothers》
此作與《暴太郎戰隊Don Brothers》的聯動作品，由東映特攝Fanclub製作，並於2023年8月27日在其網上平台發佈。

## 超級英雄時間相關條目
- 《假面騎士555》

## 海外播放

### 台灣
台灣八大戲劇台曾於2005年10月30日至2006年10月8日期間每週日上午9時30分首播國語配音版，並於當天下午3時重播；另外霹靂台灣台亦曾於2010年播放此作。

### 香港
香港無綫電視翡翠台曾於2006年3月19日至2007年3月4日期間每週日上午9時30分首播粵語配音版。